# Raionul Kobeleakî, Poltava
Kobeleakî (în ucraineană Кобеляцький район, transliterat: Kobeleațkîi raion) este un raion în regiunea Poltava, Ucraina. Reședința sa este orașul Kobeleakî.

## Demografie
Componența lingvistică a raionului Kobeleakî
     Ucraineană (95,97%)
     Rusă (3,3%)
     Alte limbi (0,33%)
Conform recensământului din 2001, majoritatea populației raionului Kobeleakî era vorbitoare de ucraineană (95,97%), existând în minoritate și vorbitori de rusă (3,3%).